# Martina Roeselová
Martina Roeselová (1965–2015) byla česká odbornice na fyzikální chemii. Od roku 2004 pracovala v Ústavu organické chemie a biochemie AV ČR v týmu Pavla Jungwirtha. Úzkou spolupráci rozvíjela v oblasti atmosférického integrovaného výzkumu s Kalifornskou univerzitou v Irvine.

## Život a vzdělání
Martina Roeselová se narodila v roce 1965. Matematika a fyzika si Martinu získaly díky dobrým učitelkám matematiky a fyziky na základní a střední škole. Ve čtvrtém ročníku matematicko-fyzikálního gymnázia se rozhodla pro studium fyzikální chemie, když ji začalo zajímat fungování atomů a molekul na pomezí chemie a fyziky.
V roce 1989 vystudovala chemickou fyziku a biofyziku na Matematicko-fyzikální fakultě UK v Praze. V roce 1990 získala titul RNDr. na MFF UK v Praze v oboru biofyzika a chemická fyzika. Doktorské studium v oboru biofyzické, chemické a makromolekulární fyziky absolvovala na Ústavu fyzikální chemie J. Heyrovského AV ČR a Matematicko-fyzikální fakultě UK pod vedením prof. Pavla Jungwirtha. Dizertační práci obhájila v roce 2003.
Martina Roeselová měla tři děti a vysoce oceňovala podporu pro svůj vědecký rozvoj ze strany svého muže Marka. Se svým manželem založila překladatelskou agenturu Sarah. Zemřela v únoru 2015 na rakovinu.

## Vědecká dráha

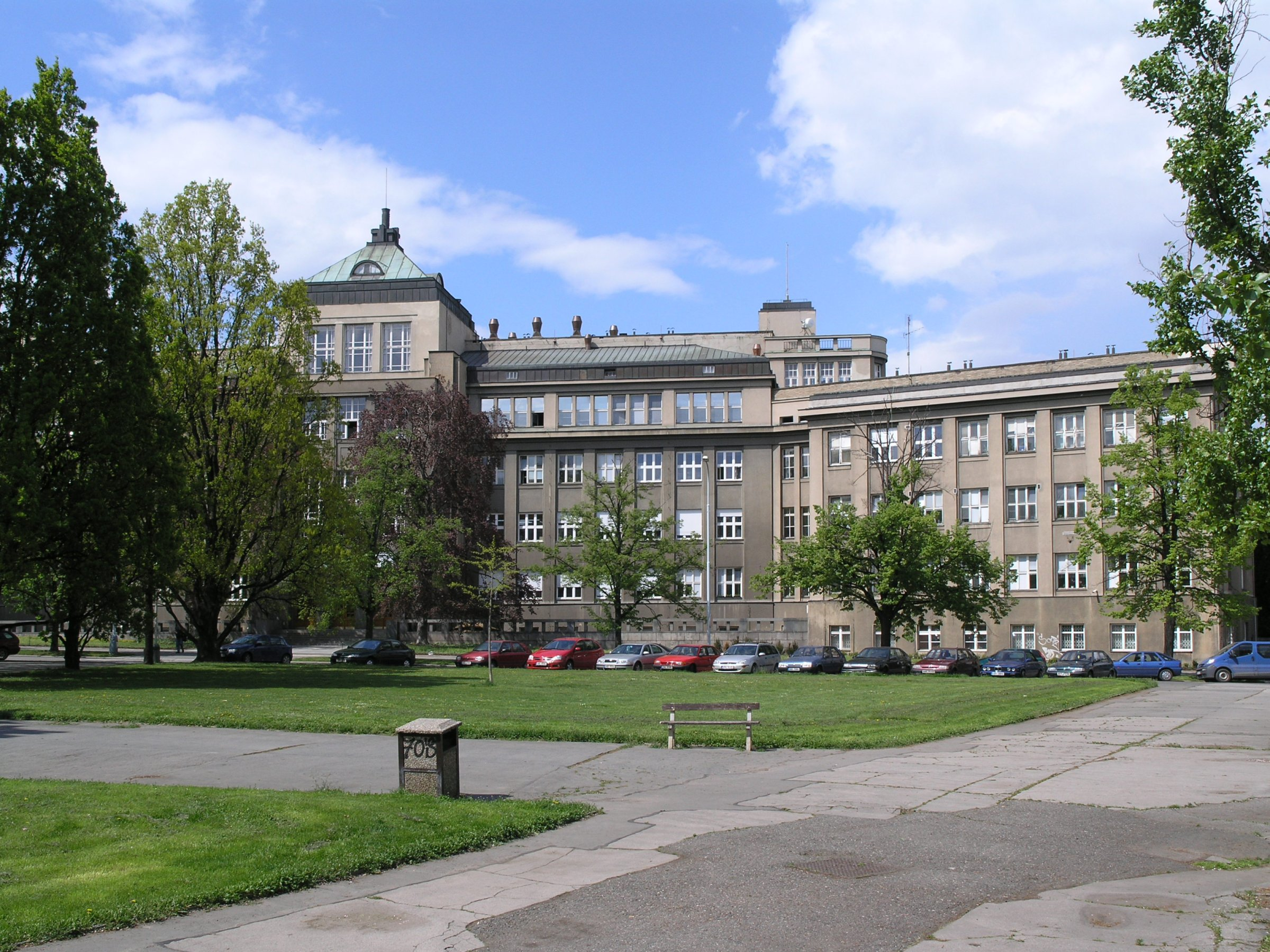
Ústav organické chemie a biochemie

V letech 1989–1992 byla dr. Roeselová zaměstnána na Katedře makromolekulární fyziky MFF UK. V letech 1992–2003 nejprve absolvovala jednoroční stáž na Ústavu fyzikální chemie J. Heyrovského, kde posléze získala zaměstnání. V roce 2004 nastoupila jako vědecká pracovnice Centra pro komplexní molekulové systémy a biomolekuly při Ústavu organické chemie a biochemie Akademie věd České republiky.
Absolvovala řadu studijních pobytů, mezi nimi např. pobyt na Hebrejské universitě v Izraeli v roce 2002 či v Centru Konrada Zuse pro Informatiku a na katedře matematiky na Svobodné univerzitě v Berlíně v letech 1999, 2000 a 2001. K nejvýznamnějším stážím patří roční postdoktorský pobyt v letech 2003–2004 na Kalifornské univerzitě v Irvine u profesorů Barbary J. Finlayson-Pittsové a Douglase J. Tobiase. Je autorkou a spoluautorkou řady odborných publikací. Přednášela na Přírodovědecké fakultě UK a na Matematicko-fyzikální fakultě UK, kde též vedla studentské práce.

## Výzkumné zaměření

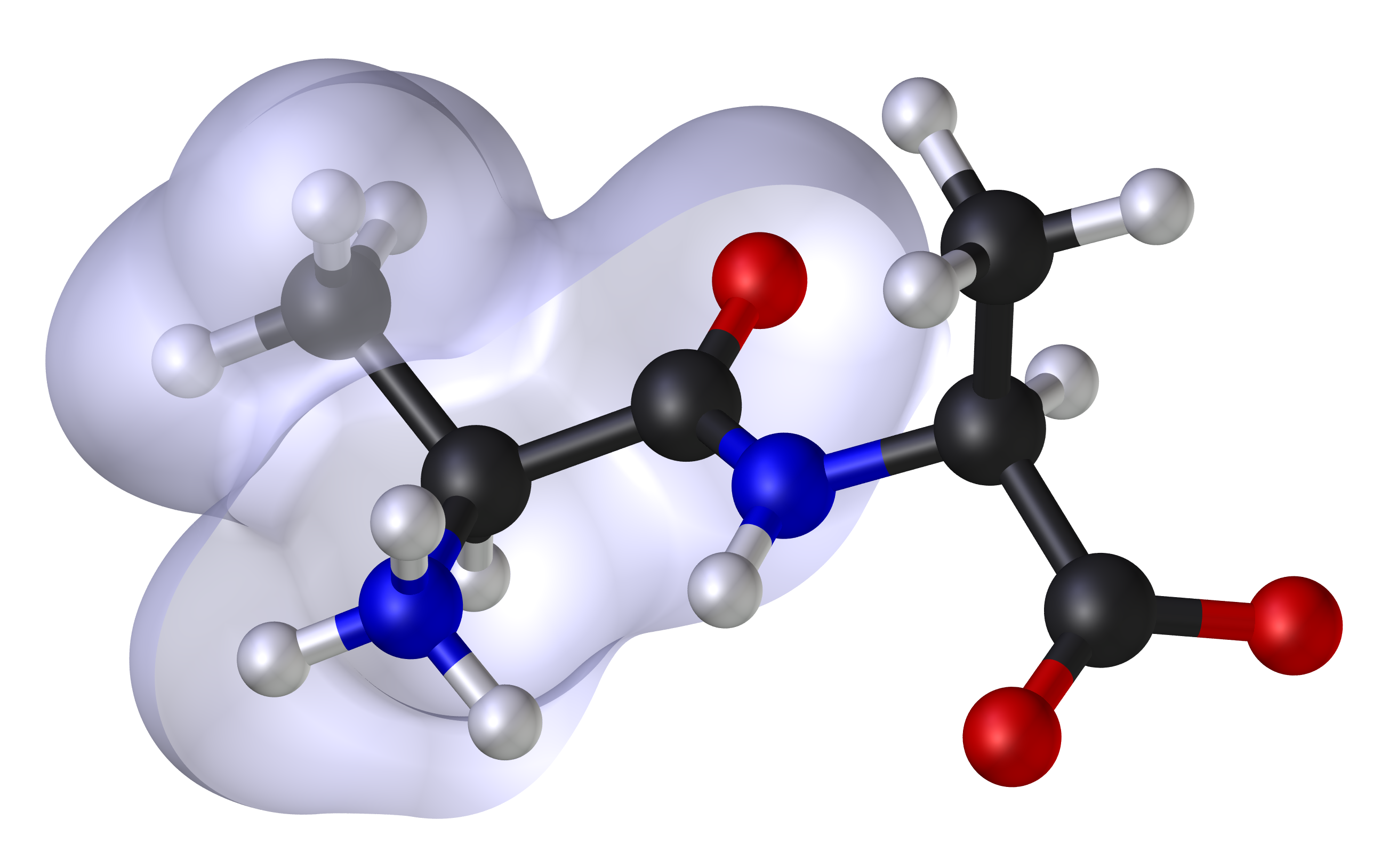
Molekulární modelování

Ve svém výzkumu se Martina Roeselová zaměřovala na studium systémů, které jsou relevantní pro atmosférickou chemii, konkrétně na interakce atomů a molekul na povrchu kapiček mlhy a kapek mořské vody. Prováděla molekulově dynamické simulace zaměřené na zkoumání interakcí různých polutantů s molekulami rozpouštědla, mikrosolvatace ve vodních klastrech a procesů na rozhraní kapalina-vzduch relevantních pro atmosférickou chemii, jako jsou procesy na povrchu vodních aerosolů mořské soli nebo interakce hydrofobně-hydrofolních samouspořádaných organických vrstev s vodou.
Jak popsala svoji vědeckou práci v oboru molekulárního modelování v rozhovoru pro Národní kontaktní centrum – gender a věda: „Dá se to přirovnat k modelům, které asi všichni známe z hodin chemie – takové ty modely molekul z barevných kuliček a tyček. To samé se dá udělat v počítači. Pomocí počítačového programu také můžeme takhle pospojovat kuličky a tyčky a vytvořit si na obrazovce model molekuly. Ten nám dá základní trojrozměrnou geometrickou představu, jak různé molekuly vypadají. V počítačovém modelu ale na rozdíl od běžné stavebnice máme tu výhodu, že můžeme snadno vytvářet velké systémy, složené z desítek či stovek tisíc atomů, a můžeme je navíc rozpohybovat, nechat atomy na sebe navzájem působit různými silami, srážet se… Počítačový model pak vlastně vypadá jako animovaný film, ve kterém ,hrají’ atomy a molekuly. Díky takovému ,filmu’ máme možnost pozorovat zkoumaný systém na úrovni molekul, z nichž se skládá, a můžeme modelovat jeho chování za různých teplot a dalších specifických podmínek. Hlavní cíl, který při tvorbě modelů máme, je, aby se celý systém choval co nejpodobněji systémům, které pozorují experimentátoři ve skutečném světě. Pokud se nám to podaří, může náš model pomoci vysvětlit, proč a jakým mechanismem k některým pozorovaným jevům dochází. Já se například ve své práci specializuji na modelování systémů, které jsou relevantní pro fyzikální a chemické procesy odehrávající se v zemské atmosféře. Vzděláním jsem chemický fyzik, od začátku jsem se tedy v rámci fyziky specializovala na mezioborový přístup, na spojení zákonů fyziky se světem atomů a molekul. Když bych to chtěla hodně stručně shrnout, říkám, že si hraju s barevnými kuličkami v počítači.“

## Odkaz
Martina Roeselová podporovala začínající vědkyně a vědce ve svém okolí. Snažila se být vzorem pro nastupující generaci vědkyň. V rozhovorech hovořila o výzvách, se kterými se potýkají vědkyně při snaze kombinovat vědeckou dráhu a rodičovství, a trvala na tom, že je nutné v akademickém prostředí vytvářet takové podmínky, aby bylo možné rodinný život a vědeckou práci úspěšně kombinovat.

## Pamětní grant M. Roeselové
Po smrti Martiny Roeselové založili na popud prof. Pavla Jungwirtha a vědců a vědkyň z Ústavu organické chemie a biochemie AV ČR k uctění její památky stipendium pro doktorandy a doktorandky a postdoktorandy a postdoktorandky, kteří zároveň pečují o malé dítě. Cílem je každý rok udělit roční stipendium ve výši 5000 USD studujícím či začínajícím vědcům a vědkyním-rodičům z české univerzity nebo veřejné výzkumné instituce, které by pokrylo služby péče o dítě či děti (např. zaplacení hlídání). Stipendium spravuje Ústav organické chemie a biochemie AV ČR. Grant podporuje částkou 120 tis. Kč také rodina Martiny Roeselové. 